# Anomoia immsi
Anomoia immsi es una especie de insecto del género Anomoia de la familia Tephritidae del orden Diptera.

## Historia
Mario Bezzi la describió científicamente por primera vez en el año 1913.